# إميلي بيري (ممثلة كندية)
إميلي بيري (بالإنجليزية: Émilie Bierre) (من مواليد 12 مايو 2004 في كيبيك، كندا) هي ممثلة كندية.اشتهرت بأدائها في فيلم مستعمرة [الإنجليزية] ، والذي فازت عنه بجائزة الشاشة الكندية [الإنجليزية] لأفضل ممثلة في حفل توزيع جوائز الشاشة الكندية السابع [الإنجليزية] عام 2019.

## روابط خارجية
- إميلي بيري على موقع IMDb (الإنجليزية)
- إميلي بيري على موقع روتن توميتوز (الإنجليزية)
- إميلي بيري على موقع ألو سيني (الفرنسية)
- إميلي بيري على موقع قاعدة بيانات الفيلم (الإنجليزية)